# تترادیوم
تترادیوم (نام علمی: Tetradium) نام یک سرده از تیره سدابیان است.